# فهیمه فرسایی
فهیمه فرسایی (زادهٔ ۲۳ بهمن ۱۳۳۱ در تهران) نویسنده، روزنامه‌نگار و فعال حقوق بشر ایرانی-آلمانی است.

## زندگی‌نامه
فهیمه فرسایی در رشته حقوق تحصیل کرد و از سال ۱۳۵۹ به عنوان سردبیر و منتقد ادبی و سینمایی در چند روزنامه ایران مشغول به کار شد. او همچنین به عنوان خبرنگار خارجی در لندن برای بزرگ‌ترین روزنامه ایران که روزنامه کیهان بود، کار می‌کرد. او به دلیل علاقه به هنر و ادبیات متعهد به مدت ۱۸ ماه در دوران پهلوی در زندان بود. او همچنین پس از انقلاب ۱۳۵۷ به دلیل سخنرانی علیه جنگ، تحت تعقیب نظام جمهوری اسلامی قرار گرفت و مجبور به مهاجرت به خارج از ایران به همراه خانواده‌اش شد.
او از سال ۱۹۸۳ در آلمان زندگی می‌کند و به عنوان یک روزنامه‌نگار آزاد برای دویچه وله مشغول به کار است.

## جوایز
فهیمه فرسایی جوایز و بورسیه‌های متعددی دریافت کرده‌است:
- بودجه ادبیات سال ۲۰۱۹ از Kunstsalon Deutschland
- بورسیه ادبیات از شهر کلن برای اقامت سه‌ماهه در استانبول ۲۰۱۹[۶]
- بورسیه صندوق هاینریش بل
- جایزه صندوق BARANs برای ادبیات تبعیدی سوئد
- بورسیه ادبیات از وزارت ASKS نوردراین-وستفالن
- بودجه فیلمنامه از دفتر فیلم NRW
- جایزه تلویزیونی تماشای ایران
- او عضو مرکز بین‌المللی P.E.N و انجمن نویسندگان آلمان نیز هست[۷]

## فعالیت در یونیسف
فهیمه فرسایی به حمایت از زنان مهاجر متعهد است و به شدت به مبارزه با تبعیض در آلمان نیز پایبند است. او همچنین سفیر یونیسف و امدادرسان داوطلب به پناهندگان است.

## آثار

### رمان‌ها
- شب شرقی-غربی نسرین، ۲۰۱۸، دیتریش ورلاگ، کلن
- یک روز سه شنبه مادرم تصمیم گرفت آلمانی شود، ۲۰۰۶، نسخه‌های جدید ۲۰۱۶، ۲۰۱۸
- خانه شیشه‌ای، ۱۹۸۹ (به انگلیسی نیز منتشر شده‌است) نسخه‌های جدید ۲۰۱۶، ۲۰۱۸
- مواظب مردها باش پسرم، ۱۹۹۸
- فرار و داستان‌های دیگر، ۱۹۹۴
- زمانه مسموم، ۱۹۹۱
- پیش از تردید، ۲۰۱۹[۸]

### نمایشنامه‌ها
- سبز سمی (نمایشنامه، Westfälisches Landestheater)، ۲۰۱۲
- خاکستر عشق (فیلمنامه)، ۲۰۰۴
- انتظار (نمایش رادیویی)، ۱۹۹۰